# 変形!ヘンケイ!トランスフォーマー (漫画)
『変形!ヘンケイ!トランスフォーマー』（へんけい!ヘンケイ!トランスフォーマー）は、津島直人による日本の漫画作品。

## 概要
『月刊コミックブンブン』（ポプラ社）の2008年11月号から2009年10月号まで連載された。2008年3月より展開されている玩具シリーズ、『変形!ヘンケイ!トランスフォーマー』のキャラクター達が登場する。少年誌という媒体の為か地球人の少年が主人公であり、その作風はカーロボットや勇者シリーズのそれに近い。

## 物語
11年前に隕石の落ちた場所に造られた星野町は超常現象などの噂が絶えず飛び交っていた。その中でも今一番巷を騒がしているのは誰も乗っていないのに走り続ける「怨念車」。超有名人になる事が夢の少年、星ノ海ワタルは怨念車の正体を暴くべく目撃情報の中心地、星ドームへ向かう。しかし、そこでは巨大なロボットが戦いを繰り広げていた。

## 登場キャラクター
玩具化および劇中で役職が言及されていない場合や判別の難しいキャラクターの役職は記していない。

### サイバトロン
総司令官コンボイ
サイバトロンのリーダー。
トレーラーキャブに変形する。
右腕からはエナジーアックスや光の刃を展開出来る。
普段はマスクを着けた顔だが、その下の素顔はロディマスやリジェのようなヒューマンフェイスとなっている。第9話でガルバトロンの拳によりマスクが砕かれてしまった際に、素顔が明らかとなり、その後は最終回までフェイスオープン状態での登場となった。
情報員バンブル
プジョー・206を思わせる乗用車に変形。
実写版の様な投影装置は無いらしく、無人の状態で走っているため「怨念車」と呼ばれ、巷で騒がれている。
ワタルが最初に出会ったTFであり、行動を共にすることが多い。
メディカルメンテが苦手。
ダイノボット指揮官グリムロック
ティラノサウルス型ロボットに変形。
公道を移動する際はコンボイの上に乗り、ディスプレイの振りをしている。
G1同様「オレ、グリムロック」で始まる片言混じりな口調で喋り、『2010』を彷彿とさせるコミカルなキャラクターとしての一面も見せる。
諜報員リジェ
フォーミュラーカーに変形。
クールな性格で比較的口数が少ない。
空中防衛戦士スカイファイアー
スーパージェット、バトルアップモードに変形。
穏やかな性格だが戦闘力は高い。
元々はデストロンの科学者で、数万年前にスタースクリームと共に調査の為に地球に訪れたが、激しい気象変化の為に北極に墜落し、氷の中に閉じ込められてしまっていた。
後にスタースクリームによって救出されるが、コントロールマスクにより凶暴な性格へと洗脳されてしまう。
その後、スタースクリーム、ラムジェットと共にエネルギープラントを襲撃するが、スタースクリームの所業への嫌悪感や仲間を守ろうとするワタルの姿を見て自我を取り戻し、弱き者を守る戦士となる決意を固め、サイバトロンの仲間となる。
何故か主翼が下げられた状態で描かれる事が多く、塗装パターンも海外版のものになっているシーンが何箇所かある。
第5話でコントロールマスクが破壊された為、サイバトロンに入ってからはビークルモードの機銃が描かれていない。
最終話では行方不明となったスタースクリームを探すべく地球に残った。
戦士ホットロディマス
童夢-零に似たスーパーカーに変形。ただし作中では変形する描写はない。
最終話で、セイバートロン星へ向かったコンボイ達に代わってデストロンから地球を守る為にやって来た。
アイアンハイド、ハウンドと共にチーム・ロディマスを名乗る。
警備員アイアンハイド
RV車に変形。ただし作中では変形していない。
ロディマスがチームリーダーである事に納得していない。
偵察員ハウンド
オフロードカーに変形。ただし作中では変形していない。
ロディマスがリーダーとして振舞う事に不満を持っているアイアンハイドをなだめている描写がある。

### デストロン
破壊大帝メガトロン
曲者揃いのデストロン軍を統率するデストロンのリーダー。
拳銃に変形する。
G1同様にエナジーメイス（エナジーフレイル）を左腕から展開可能。
チェーンを出さずに鉄球部分を直接腕に装着した状態で使用したこともある。
新破壊大帝ガルバトロン
メルカバに似た戦車に変形。
コンボイとの戦闘で深手を負ったメガトロンが、アストロトレイン達の集めた大量のエネルゴンと溶岩のエネルギーを吸収した事によってパワーアップした姿。
何故か左肩部の突起を展開しない状態で描かれている。
ゴーストガルバトロン
ガルバトロンの感情の一部が実体化したもの。
サイクロナスのボディを乗っ取って破壊の限りを尽くす。
航空参謀スタースクリーム
F-15戦闘機に変形。
性格は冷酷で、G1よりも『ギャラクシーフォース』に登場するスタースクリームに似ている。
かなりの野心家で、破壊大帝の座を狙っている。
デストロン軍に入る前は科学者であり、過去に調査の為に地球を訪れたこともある。
自身の集めたエネルゴンがメガトロンのパワーアップに使われていた事を知った後は一時的にサイバトロンと手を組むなど、本格的に反旗を翻すようになった。
海底洞窟での戦いではレーザーカノン砲の直撃を喰らい倒されたかのように思われたが、ワタルと協力してガルバトロンに一矢報いた後、海底洞窟の崩落に巻き込まれ行方不明となってしまう。
玩具では顔の部分は焼鉄色の様な色をしているが、劇中ではアニメ『マイクロン伝説』や『スターゲート戦役』などのスタースクリームと同じく白で描かれている。
トリプルチェンジャー輸送参謀アストロトレイン
スペースシャトルと新幹線に変形。
劇中ではバンブルを片手で掴むことが可能な程、大柄な兵士として描かれている。
航空兵ラムジェット
戦闘機に変形。
クールな性格でスタースクリームと共に行動することが多い。
序盤では典型的なヤラレ役だったが、コンボイとグリムロックを一人で抑え込むという快挙を成し遂げた事もある。
両肩の武装がミサイルからスタースクリームのナル光線砲の様に銃口のある形状に変更されている。
カセットロン ジャガー
マイクロカセットテープに変形。
航空参謀サイクロナス
原子力タービンを搭載したSFジェットに変形。
同じく航空参謀であるスタースクリームとは違い、メガトロンには非常に忠実。
傷付いたメガトロンを復活させる為にアストロトレインにエネルゴンを集めさせた。
バンブル曰く「オジサン」。
ターゲットマスター ナイトスティック
ブラックビームガンに変形。
サイクロナスの相棒の小型トランスフォーマー。
言葉を話すことは出来ない様だが、サイクロナスとのコンビネーションは秀逸。
補給兵オクトーン
ガンシップ、タンクローリーに変形。

### 過去の歴史のトランスフォーマー
エネルゴンによって投影された過去の歴史の映像に登場したトランスフォーマー達。
G1のキャラクターと同じデザインで登場した。
この漫画ではトランスフォーマーは一般の人々に認知されていないので、設定が矛盾する過去のアニメ作品とは関係のないファンサービス、または他の宇宙の歴史である可能性がある。
コンボイ
エナジーアックスを使ってメガトロンに挑む。
マイスター

バンブル

メガトロン
エナジーメイス（エナジーフレイル）でコンボイを迎え撃つ。
スタースクリーム

サウンドウェーブ
回想に登場。余談だが、玩具に付属している冊子の漫画にも出演している。
ロディマスコンボイ

ウルトラマグナス
基本的なデザインはG1とほとんど変わらないが、目がバイザー状になっている。
ガルバトロン

謎の惑星

### 人間
星ノ海（ホシノウミ）ワタル
この漫画の主人公。
目立ちたがり屋で、超有名人になることを夢見る小学五年生。
仲間の為なら危険を省みずに飛び込んで行く勇敢さを持つ。
ある日、テレビに出て有名になる為に怨念車の正体を暴くために星ドームへ向かうが、サイバトロンとデストロンの戦いに巻き込まれてしまう。
11年前のエネルゴンキューブ落下の際のエネルギー波の影響により増幅者（ブースター）としての能力を授かり、星ドームでの戦いの中でメガトロンの融合カノン砲から身を守ろうとした際に増幅者としての能力に目覚める。
星ノ海 舞
ワタルの妹。
ワタルの事を「兄ィ（あにぃ）」と呼ぶ。
木原 修
政府特別外交機関に所属するサイバトロンの協力者。「博士」と呼ばれている。
木原 昌
木原博士の息子で、ワタルと同じく増幅者としての能力を持つ。
1年前の戦いでコンボイを守る為に力を使い、光の中へと消えていった。

## 用語
星野町
ストーリーの舞台。
11年前に巨大なエネルゴンキューブが落下した際にできたクレーターを塞ぐ様にして作られた町。
様々な超常現象の噂が絶えず、「日本のロズウェル」とも呼ばれる。ワタル曰く、「そういった（超常現象の）ネタには困らない町」である。
怨念車
無人で走る続ける謎の車。車体は黄色で小さめ。
正体はサイバトロンの情報員のバンブル。
星ドーム
ワタルが初めてサイバトロンとデストロンの戦いを目撃した場所。ワタルの通う学校から走って20分の距離にある。
エネルゴンキューブ
TF達の活動エネルギー。コンボイ、メガトロン達はそれを追って地球へとやって来た。
宇宙空間ではアークをも上回る大きさだったが、地球に落下した衝撃で四散してしまう。
エネルギー源さえあればTFの手でも精製可能である描写がなされている。
メガトロンのように大量に摂取すれば大幅なパワーアップをすることも可能。
サイバトロンシップ
エネルゴンキューブを追跡する際に使用されたサイバトロンの宇宙船。現在は星ドームの地下にあり、サイバトロンの基地として利用されている。
かつてアニメに登場した宇宙船「アーク」に近いデザインをしている。
デストロンシップ
デストロンのエンブレムを模った宇宙船。現在はG1同様に海底に沈没しており、デストロンの基地となっている。
劇中では「デストロンシップ」の名称は使われていない。
シークレットルート
サイバトロン専用の秘密地下道。サイバトロン基地を中心に、星野町全域に広がっている。
地上の一般道とも合流可能で政府の協力により造られた。
増幅者（ブースター）
自らの感情の起伏をエネルギーに干渉させ、大幅に増幅させる事のできる能力者。
バリアーを発生させる「拒絶」の力や、傷を治す「癒し」の力などが使える。
政府特別外交機関
地球人と宇宙人（TF）との友好関係を保つために設けられた政府機関。
木原博士曰く、「宇宙人と仲良くしましょう♪っていう政府組織」。

## サブタイトル
第6話までは単行本1巻に収録。第7話以降は2009年10月現在、単行本化されていない。
1. 登場!トランスフォーマー
2. 破壊大帝登場!
3. 巨人の王国
4. 北極からの敵
5. ワタルの力
6. コンボイの秘密
7. 復活の時
8. 誕生!新破壊大帝!!
9. ガルバトロンの脅威
10. リベンジ
11. 悪夢、再び
12. 星の海へ